# RDS (companie)
RDS este un grup de companii din Ucraina de construcții de drumuri fondat în 2005 ca un grup de investiții pentru construcții de locuințe și imobile comerciale, cu numele „Rost” (în rusă Рост). Este inclus în TOP-3 companiile rutiere din Ucraina în ceea ce privește volumul drumurilor construite. Biroul central este situat în Odesa.
Principalele activități sunt proiectarea, construcția, reconstrucția, revizia drumurilor, structurile infrastructurii, întreținerea drumurilor, construcția pistelor.

## Structura companiei
Proprietarii beneficiari ai grupului de companii RDS sunt Yuriy Schumacher și Yevhen Konovalov.
Grupul de companii „RDS” include LLC „Rostdorstroy” și PE „Kyivshlyakhbud”. Grupul de companii operează în 9 regiuni din Ucraina: Kyiv, Poltava, Cherkasy, Kirovohrad, Mykolaiv, Kherson, Odessa, Vinnytsia, Luhansk și în orașele Kiev și Odesa. Stațiile de producție RDS sunt situate în fiecare dintre aceste zone. Activele companiei includ stații de asfalt și ciment, laboratoare, flotă de vehicule. Numărul de angajați trece de peste 2 mii.
RDS Group of Companies este co-fondator al Asociației Naționale a Lucrătorilor Rutieri din Ucraina (NAPA).

## Istorie
Compania a fost fondată în 2005 ca un grup de investiții „Rost” pentru construcția de locuințe și imobile comerciale, dar în același an compania a început să investească în construcția de drumuri și a fost numită „Rostdorstroy”.
În cadrul extinderii și penetrării pieței europene grupul de companii de construcții de drumuri „Rostdorstroy și-a schimbat denumirea în RDS în 2019.

## Activități
- 2005-2010. Compania se ocupa de lucrări a protecției malului, construcția autostrăzilor, drumurilor în regiunea Odesa și orașul Odesa. Au fost efectuate construcția celei de-a 9-a dană a Portul comercial maritim Sudic, reconstrucția căilor de rulare al aeroportul din Odesa, construcția terminalului de transbordare din Odesa.
- Din 2014, RDS participă la licitații internaționale, inclusiv la licitații pentru reparația capitală a drumurilor în Republica Moldova, care se desfașoară sub egida BERD.[9]

- În 2018, a fost semnat contractul pentru repararea capital a pistei artificiale ÎM "Aeroportul Cherkasy a Consiliului regional Cherkasy".
- În 2019, compania a câștigat licitația Băncii Mondiale pentru lucrări în Ucraina pentru autostrada M-03 Kyiv-Harkiv-Dovzhansky.[11]
- În 2020, RDS a finalizat construcția pistei aeroportului din Odesa, continuând în același timp să construiască autostrăzi în regiunile Cherkasy, Poltava și Mykolayiv. În aprilie 2020, compania a achiziționat stația de asfalt „Kredmash DS-16837”.[12]